# やりすぎコンパニオンとアタシ物語
『やりすぎコンパニオンとアタシ物語』（やりすぎコンパニオンとアタシものがたり）は、平本アキラによる日本の漫画作品。『週刊ヤングマガジン』（講談社）にて当時連載されていた『アゴなしゲンとオレ物語』を一時休載して2007年46号から2008年8号まで掲載された。

## 概要
新人温泉コンパニオン「やりすぎコンパニオン」ことやりすと「アタシ」ことしづかの活躍を描くお色気ギャグ漫画。実写版のキャストに「『原作は読むな』と言われた。実際、読んだら『これは無理だな』と思った」と言われる程、強烈で下品なエロギャグが特徴であり、後半にいくにつれてそれが露骨になっていた。

## 登場人物
上杉やりす
本編の主人公。18歳。普段は普通の温泉コンパニオンだが、温泉水を飲むことにより着ていた服（原作でジャンパースカートやワンピースに何処からか出現する手拭いが巻き付いていき変身している。着ていた服や下着は変身時にバラバラになってしまいもう二度と着ることはできない。）が変化し「やりすぎコンパニオン」に変身する。数々の性技をもって悪を懲らしめトラブルを解決するがいつもやり過ぎてしまう。
北条しづか
やりすの同級生で、やりすと共に働く巨乳のコンパニオン。この漫画のタイトルの「アタシ」とは彼女のことである。奔放なやりすにいつも振り回されているが、要所ではしっかりやりすをサポートする。
六本木美奈子
かつては銀座ナンバー1のホステスだったが、30歳を過ぎてからの体質変化により東京にいられなくなり下京。後半ではその体質変化が思わぬ形で役立つことになる。
タケル
やりすとしづかの同級生で料理人の見習い。注文されたことをしょっちゅう間違える。股間がでかい。
ニワトリ頭のタトゥーの男
トリアタマ興業のスカウトマン。やりすと喧嘩したしづかを言葉巧みに誘い、アナルとフ○○クに関係のあることをしようとする。
トリアタマ興業の面接官
警察官に扮しニワトリ頭のタトゥーの男を捕まえ、やりす達をトリアタマ興業に勧誘。コンパニオンを性ゾンビと化すブラジャー「ビーチクン」を使いやりす達を陥れる。
穴流鶏子
全国のコンパニオンの性奴隷化を企む暗黒企業「トリアタマ興業」のCEO。体格や尻の穴、名刺に至るまで全てが規格外の大きさを誇る。経験豊富なCEO故にやりすの性技が全く通じず、敗北寸前にまで追い詰めた。

## 書誌情報
- 平本アキラ 『やりすぎコンパニオンとアタシ物語』 講談社〈ヤンマガKC〉、2008年4月4日発行・同日発売 ISBN 978-4-06-361655-2

## 映画版
2011年9月24日に映画化された。

### 製作スタッフ
- 監督 - 山本清史
- 脚本 - 山本清史
- アクション監督 - 柴田愛之助、高口聖世巨、高橋雄斗
- 音楽 - 山田溝夫
- 製作総指揮 - 藤岡修、木村有一
- プロデューサー - 熊谷健一、金井隆治
- 配給 - アルゴ・ピクチャーズ

### キャスト
- 上杉やりす：守永真彩
- 北条しづか：丸高愛実
- 六本木美奈子：伊藤えみ
- 穴流鶏子：谷桃子

### DVD
- やりすぎコンパニオンとアタシ物語 1.温の巻
- やりすぎコンパニオンとアタシ物語 2.泉の巻